# Badarán
Badarán es un municipio de la comunidad autónoma de La Rioja. Está situado a 37 km de Logroño, en el valle del río Cárdenas, a una altitud de 623 m sobre el nivel del mar. Se trata de un pueblo agrícola, en el que la mayoría de sus habitantes se dedica a la vid, seguido por el trigo y la cebada, sin dejar de lado la huerta riojana. 
Hay varias bodegas, perseverando todas ellas en sus tradiciones. Todas ellas ofrecen venta al público con diversos vinos, desde los cosecheros, pasando por los Crianzas, Reservas, hasta vinos de autor, además de los blancos y claretes, conocidos en la región.
Badarán está situado a 6 km de los Monasterios de San Millán de la Cogolla, cuna del castellano (Patrimonio de la Humanidad). Se encuentra en un cruce de caminos en el corazón de la Rioja alta, en plena ruta del vino y ruta de los monasterios. El municipio está rodeado de chopos y viñedos, con el río Cárdenas como afluente del Najerilla. Cerca del pueblo se encuentra la Atalaya, un montículo situado en la Carretera de Cordovin, desde donde se divisa el pueblo desde las alturas, además de tener una vista de 360° de todo el valle y de varios pueblos de la Rioja Alta.
En alguno de sus caminos se encuentran viejos guardaviñas que datan del siglo XIX, y que eran utilizados como refugio de los agricultores y de los animales que desarrollaban su trabajo en torno a la vid.

## Historia del municipio
En el término municipal de Badarán se encontraron restos prehistóricos que demuestran la existencia de población durante el Paleolítico. Posteriormente, en tiempo de los romanos, también se han encontrado asentamientos. 
La localidad nace en el camino que unía el Monasterio de San Millán de la Cogolla, con Nájera. El nombre del núcleo tiene origen vasco, estando compuesto de dos palabras muy identificables según los analistas del euskera bad ('uno o primero') y aran ('valle'), quedando definido como 'primero en el valle', adecuándose a la ubicación del pueblo por donde circula el Río Cárdenas. El primer documento escrito en el que aparece es una escritura de donación del lugar al Monasterio de San Millán en el siglo X. 
Había tres aldeas cercanas a Badarán llamadas Villagonzalo, Terrero y Villorquite. El 15 de mayo de 1326 los cuatro lugares se unieron y formaron el actual municipio de Badarán. El Privilegio de la unión fue solicitado  por el Abad de San Millán, Diego López, al rey Alfonso XI de Castilla, que lo dio en Burgos.

### Prehistoria y asentamiento romano
La presencia humana en Badarán se sitúa en la Prehistoria. Los yacimientos que lo atestiguan son fruto de prospecciones sistemáticas, que no de excavaciones, localizadas en los términos de Entrematas, Arenas, La Arenilla y Pedernales. Estos hallazgos muestran el deambular de homos cazadores con campamentos y áreas de aprovisionamiento siempre en movimiento, y forman parte de un área mayor que comprende, además de Badarán, un único conjunto con Villar de Torre, Cañas y Cirueña. La datación es del Paleolítico Inferior: está confirmada la presencia humana hace 250.000 años aunque diversas evidencias permiten apuntar cronologías más antiguas hasta situarlas contemporáneas a las de Atapuerca, hasta los 800.000 años de antigüedad. En uno u otro caso, las fechas configuran los yacimientos más antiguos encontrados de La Rioja. La abundancia lítica es apreciable, siendo los mejores conjuntos los de los períodos Achelense y Musteriense. Una buena muestra de núcleos, raspadores, raederas, bifaces, puntas de flechas, etc. se pueden contemplar en la exposición permanente del Ayuntamiento de Badarán.
Algunos de los talleres de sílex del entono de Badarán perduraron durante el Mesolítico (hace 10 000 años), el Neolítico (5.000 años) y durante la Edad de los Metales, por ejemplo en Arenas, mientras aparecían otros (Cascajos, Los Cabos) llegando a los 700 a. C. Esta área se convirtió durante este tiempo en canteras de aprovisionamiento y no hubo asentamientos humanos. Todos los yacimientos fueron abandonados durante la Edad de los Metales.
La presencia humana en el Valle de San Millán donde circula el río Cárdenas desde la Edad de los Metales parece continua. Pruebas de la presencia de gentes celtíberas son el ara votiva dedicada al dios Dercetio (montes Distercios, San Lorenzo) descubierta entre Berceo y San Millán, las pesas para telar del yacimiento de Humede, típicas del pueblo Berón y el epígrafe del ara dedicada a las Matres Apillarae que se puede visitar en Badarán. También se han encontrado piezas de monedas fruto del contacto de los naturales con los pueblos colonizadores.
La presencia romana es clara e importante en la zona riojana donde se asienta Badarán, siendo Tricio el punto de referencia. Ahora bien, la importancia de la tierra de Badarán en el tiempo que Roma dominó la actual La Rioja fue secundaria. Esto no quita para que en el término municipal de Badarán se hayan localizado numerosos restos de tejas y ladrillos romanos, sillares y otros elementos arquitectónicos, fragmentos de terra sigillata, moldes para decorar cerámica, etc. que indican una continuada presencia romana a lo largo de los siglos, desde el I d. C. hasta más allá del IV, bien es cierto que siempre vinculada a la cercana Tritium. De este tiempo lo más destacado es el yacimiento de Sobrevilla donde se localizaba una Villae y no de entidad menor, termas incluidas, dedicada a la agricultura y más a la alfarería a tenor de las escorias y moldes que han aparecido. En esta área también se pueden encontrar monedas de bronce de los siglos III y IV d. C. así como cerámica con representación de dioses egipcios.
La actividad alfarera de carácter romano de la zona de Badarán, de todo el entorno del valle del río Najerilla, se prolongó lo suficiente como para que se haya encontrado una cerámica estampillada con una figura masculina con una orla alrededor de la cabeza y la mano derecha cruzada sobre el pecho que ha sido, con reservas, interpretada como la representación de un santo, uniendo así, el mundo romano con el cristiano.

## Etimología
En un bula de 1199 por la que se concedían privilegios al monasterio de San Millán de la Cogolla ya aparecía nombrada como Badaran. La terminación -ran hace pensar en un origen germánico, sin embargo para González Bachiller el topónimo es una forma tautológica vasco-románica: "valle de Arán". Dado que Galmés explica Badalona a partir del protoindoeuropeo bad, "foso, hoyo", que en ibérico da étimos como ibatis, "río, agua", debe tratarse de un foso que se encuentra en un valle.

## Fiestas y Actividades
El santo de la ciudad es celebrado en agosto normalmente los días 15, 16, 17 y 18, " La Virgen de la Asunción y San Roque". Además, en estos días se realizan actividades como encierros, degustaciones, bailes y actuaciones musicales.
En el pueblo hay una gran devoción por su patrona "La Virgen de Valvanera", ya que el domingo de Pentecostés participan en una romería colectiva que se remonta a más de cuatrocientos años donde se sube hasta el Monasterio de Valvanera.
La fiesta de Acción de Gracias tiene lugar en septiembre, el segundo fin de semana. Estas son menos concurridas pero más familiares y queridas, donde también se honra a la Virgen de Valvanera.
Cada año se celebran tres semanas culturales en verano e invierno que son promovidas por asociaciones culturales y la de septiembre que es organizada por la Asociación de la Tercera Edad.
El grupo de teatro "Agua de Mayo" realiza obras de todo tipo una vez al año. Además todos los viernes se realiza un mercado semanal en la Plaza Conde de Badarán.
Inspirados en el amor de Badarán por "echar comedias" y la impagable labor del grupo "Agua de Mayo" en este cariño por el teatro, nace en 2015 el CERTAMEN NACIONAL DE MICRO TEATRO BADARÁN QUE HABLAR.   
Desde 2015 se celebra, el primer fin de semana de septiembre (viernes y sábado), el Certamen nacional e internacional de micro teatro "BADARÁN QUE HABLAR", en el que cinco compañías de artes escénicas, seleccionadas como finalistas, representan sus obras (con un máximo de 14 minutos de duración) en espacios singulares del pueblo habilitados como escenarios y que van desde bodegas a un taller metalúrgico, el fronton, un hotel, etc. En los escenarios que se montan en bodegas, el público, tras ver la función que allí se representa toma un vino de esa bodega y una tapa con productos de la tierra. Las 5 obras se representan de manera simultánea en los 5 espacios singulares (escenarios), los espectadores recorren el pueblo, ven las 5 obras, toman los vinos y las tapas y finalmente deciden, con sus votos, el palmarés del certamen. Los premios se entregan, en una gala en la Plaza Conde de Badarán, el sábado por la noche tras la última sesión y el recuento de votos.  
Durante los días previos y en especial durante el certamen BQH hay también actuaciones gratuitas en calles y plazas, animaciones, actividades paralelas, talleres, etc., haciendo de Badarán Que Hablar, la fiesta del "ENOTEATRO", un evento cultural, de turismo sostenible que incentiva la vida social, económica, y cultural de Badarán y su entorno.  
El lema más famoso del municipio es "Badarán: vino, chorizo y pan" y en su honor se celebra anualmente un festival en el que se reparte vino, chorizo y pan. Esto se suele realizar el primer domingo de julio.

## Geografía humana

### Demografía
Cuenta con una población de 493 habitantes (INE 2024).

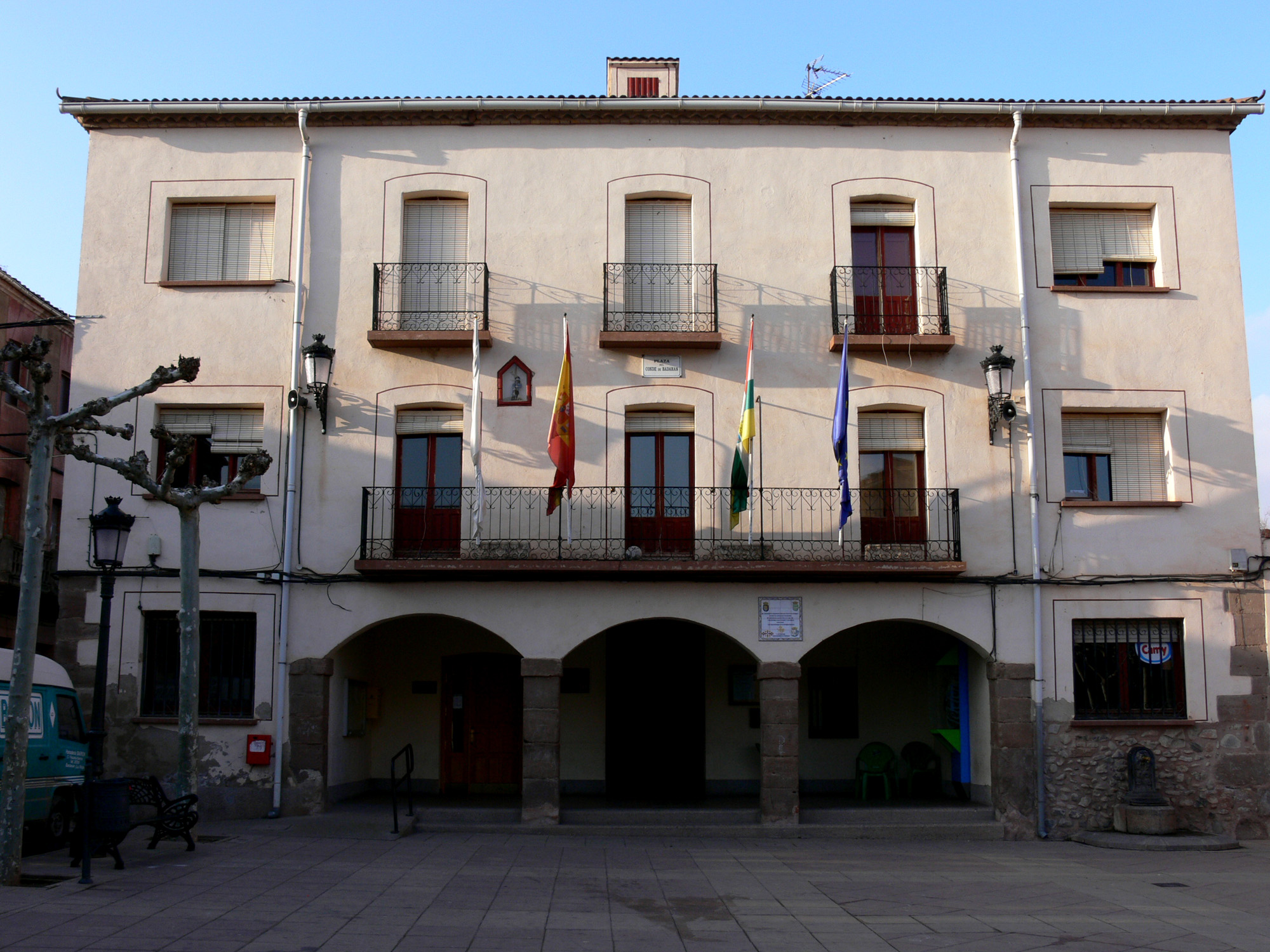
Ayuntamiento de Badarán.

| Gráfica de evolución demográfica de Badarán entre 1842 y 2021                                                         |
| |
| Población de derecho según los censos de población del INE. Población de hecho según los censos de población del INE. |

## Administración
| Periodo   | Nombre                            | Partido |
| --------- | --------------------------------- | ------- |
| 1979-1983 | Ángel Martínez de Toda Terrero    | CD      |
| 1983-1987 | Ángel Martínez de Toda Terrero    | AP      |
| 1987-1991 | José M.ª Ibáñez Rodríguez         | PSOE    |
| 1991-1995 | José M.ª Ibáñez Rodríguez         | PSOE    |
| 1995-1999 | José M.ª Ibáñez Rodríguez         | PSOE    |
| 1999-2003 | José M.ª Ibáñez Rodríguez         | PSOE    |
| 2003-2007 | Ángel Morga Olarte                | PP      |
| 2007-2011 | Ángel Morga Olarte                | PP      |
| 2011-2015 | Francisco Javier Ibáñez Rodríguez | PSOE    |
| 2015-2019 | Francisco Javier Ibáñez Rodríguez | PSOE    |
| 2019-2023 | Francisco Javier Ibáñez Rodríguez | PSOE    |

## Personas destacadas
- Olegario Fernández-Baños. (Badarán 1886 - Madrid 1946). Considerado el padre del Índice de Precios al Consumo.[8]
- Inocente Lozano Larrea. (Badarán 1970 - Agoncillo 2001). Sacerdote fallecido.
- Rosa María Herrero Torrecilla. Maestra jubilada y presidenta del Ateneo Riojano.